# St. Clemens (Berlin)

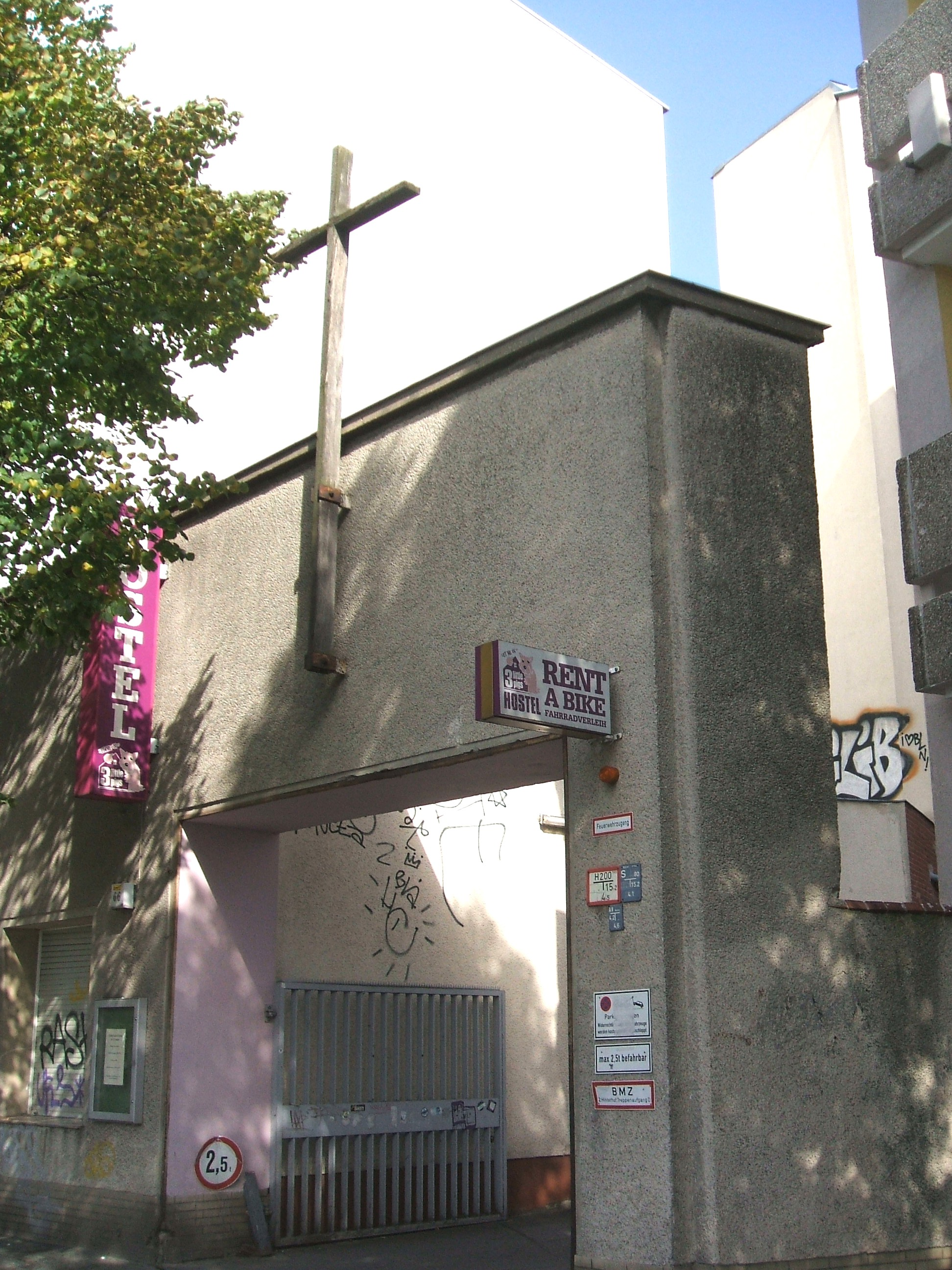
Eingang zum Exerzitienzentrum und zur St.-Clemens-Kirche von der Stresemannstraße

Die römisch-katholische Kirche St. Clemens in der Stresemannstraße 66 im Berliner Ortsteil Kreuzberg des Bezirks Friedrichshain-Kreuzberg wurde von dem Architekten Albert Weber entworfen und von dem Bauunternehmen Hermann Bunning ausgeführt. Die Kirchweihe erfolgte im Jahr 1911. In der Folge fanden viele Umnutzungen statt; seit 2008 dient sie als Exerzitienzentrum der Göttlichen Barmherzigkeit.

## Geschichte
Der spätere Bischof von Münster und Kardinal Clemens August Graf von Galen, der ab 1906 als Kaplan und Präses des Gesellenvereins in Berlin tätig war, stiftete die Kirche mit angegliedertem Kolpinghaus. Die Grundsteinlegung der Kirche war am 18. September 1910, die Kirchweihe fand am 15. Juni 1911 statt. Sie wurde Klemens Maria Hofbauer gewidmet. Der Gebäudekomplex wurde von den Grauen Schwestern bewirtschaftet. Im Ersten Weltkrieg wurde ein Lazarett eingerichtet. 1919 übernahmen die Jesuiten die Kuratie.
Das Grundstück wurde 1942 durch die GeStaPo zugunsten des Wirtschaftsverwaltungshauptamtes eingezogen. Sie befand sich laut Information im Berliner Adressbuch nun in der Treuhandgesellschaft Otto Aschoff GmbH; die Straße war umbenannt worden in Saarlandstraße. Im Zweiten Weltkrieg wurde die Kirche beschädigt und 1957 restauriert. 1973 zog eine kroatische Kirchengemeinde ein. Im Frühjahr 2006 eröffnete ein Hostel, das noch existiert (Stand 2024). Im Mai 2007 wurde der Gebäudekomplex an Finanzinvestoren verkauft. Inzwischen hat der Förderverein St. Clemens den Gebäudekomplex von den Finanzinvestoren zurückgemietet.
Im Jahr 2006 übertrug das Erzbistum Berlin Vinzentiner-Patres aus Indien die Seelsorge in St. Clemens. Sie gründeten 2008 das Exerzitienzentrum der Göttlichen Barmherzigkeit für die Reevangelisation. Neben der Gemeindeseelsorge findet dort auch beständig eine Ewige Anbetung statt.

## Lage
Die Kirche wurde als Seitenflügel im 2. Hof des weitläufigen ehemaligen Kreuzberger Kolpinghauses eingegliedert. Der Gebäudekomplex enthielt eine für das Berlin zur Zeit des Baues der Kirche typische Hinterhofkirche, von der Straße nicht einsehbar und vom Vorderhaus verdeckt, das im Krieg zerstört wurde.

## Baubeschreibung

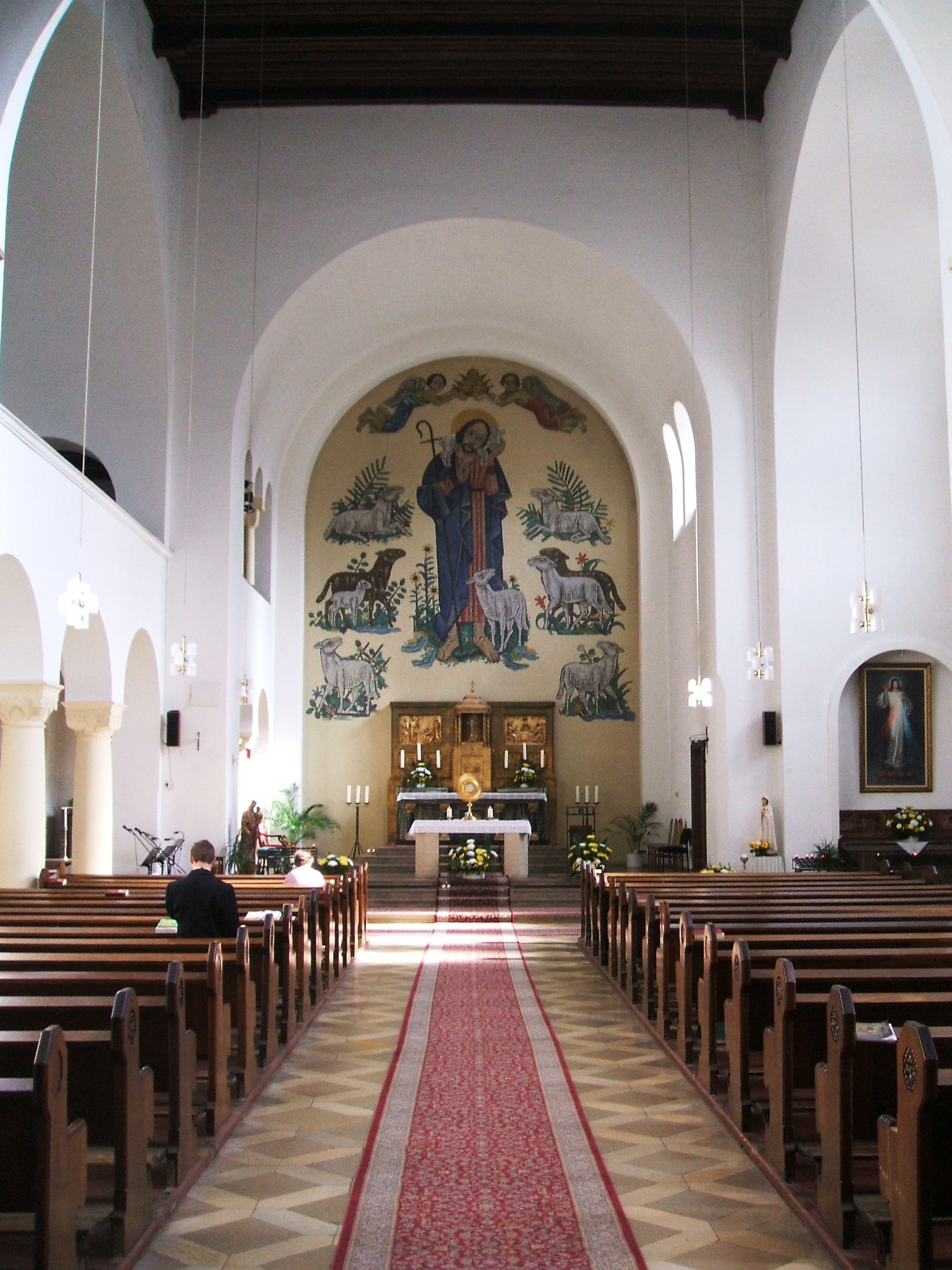
Blick zum Altar

Die St.-Clemens-Kirche ist eine dreischiffige, neoromanische Basilika im Rundbogenstil. Das nördliche Seitenschiff hat keine Fenster, weil es an die Brandwand des Seitenflügels des Nachbargrundstücks grenzt. Obergaden befinden sich aber auf beiden Seiten des Mittelschiffs. Das Mauerwerk ist außen mit roten Ziegeln verblendet. Die Fenster und Portale sind schlicht. Das flachgedeckte Langhaus hat fünf Joche. Zwischen Mittelschiff und beiden Seitenschiffen befinden sich Arkaden. Das Querschiff ist kurz. Der tonnengewölbte Chor ist durch einen hohen Rundbogen geöffnet. An seinem geraden Abschluss befindet sich ein Mosaik von Paul Plontke, das Christus als den Guten Hirten darstellt.

## Ausstattung
Im Chorraum befindet sich der Altar. Auf einer Empore steht eine Orgel der Berliner Orgelbauer Gebrüder Dinse, die um 1911 dort installiert wurde. Später wurden mehrfache Erweiterungen, Prospektänderungen und Reparaturen durchgeführt, unter anderem durch Fritz Steinmeyer und durch Hans Hammer. Sie verfügt nunmehr über 23 Register auf drei Manualen.